# C-Station
C-Station (jap. シーステイション株式会社 Shīsuteishon Kabushiki-gaisha) – japońskie studio animacji z siedzibą w Kokubunji, założone w sierpniu 2009 roku jako rozszerzenie Bee Train Production. Prezesem firmy jest Ryoji Maru, były producent i kierownik produkcji studia Bee Train.
W 2012 roku firma oddzieliła się od Bee Train, a rok później ogłosiła, że będzie odpowiadać za produkcję serialu Seikoku no Dragonar, czyniąc go pierwszą samodzielną produkcją studia

## Produkcje

### Seriale telewizyjne
- Seikoku no Dragonar (2012–2013)[3]
- Star-Myu (2015–2019)[4][5][6]
- Beztroski kemping (2018–2021)[7]
- Łowca dusz (2018)[8]
- Heya Camp (2020)[9]
- Opus Colors (2023)[10]

### Filmy
- Yuru Camp Movie (2022)[11]

### OVA/ONA
- AkaKill! Gekijō (2014, we współpracy z White Fox)[12]

- Star-Myu (2016–2018)
- Beztroski kemping (2018–2020)